# Alès
Alès je francouzské město v departementu Gard v regionu Okcitánie. V roce 2020 zde žilo 42  867 obyvatel. Je centrem arrondissementu Alès.
Město Alès má bohatou historii, sahající až do dob Julia Caesara, v 1. století, což bylo potvrzeno v roce 2008 objevením největší francouzské mozaiky z oné doby. Město si prošlo středověkými náboženskými válkami, včetně Alaiského míru (1629) a povstání Camisardů (1702-1704).  
V novodobé epoše se Alès vyznačuje především průmyslovou historií. Zejména jako město hedvábí a město uhlí a kováren. Uhlí se zde těžilo až do roku 1986. Doly jsou nyní přístupné v rámci historických turistických atrakcí. 
Dnes je Alès pokládán za rozvíjející se středně velké město.
Dopravní spojení s regionem má Alès vlakové (SNFC) i autobusové. Pro spojení mimo region, Marseille nebo Paříž, je nutný přestup v Nîmes, na SNFC nebo na TGV. 
Funguje zde placená městská autobusová doprava a zdarma jedna linka experimentálního okružního elektrobusu. 
Každoročně v květnu zde probíhá Feria d’Alès, festival v duchu camargueských a sevillských tradic: spojených s jezdeckými show a býčími zápasy.

## Vývoj počtu obyvatel
Počet obyvatel

## Partnerská města
- Bílina, Česko